# Enzo Franciosi
Enzo Franciosi (ur. 11 lutego 1970) – włoski lekkoatleta specjalizujący się w biegach płotkarskich.
W 1989 r. zdobył w Varaždinie złoty medal mistrzostw Europy juniorów w biegu na 400 metrów przez płotki (uzyskany czas: 50,69). W 1992 r. jedyny raz w karierze zdobył tytuł mistrza Włoch w tej samej konkurencji (uzyskany czas: 50,55).
Rekord życiowy w biegu na 400 m ppł – 50,37 (4 lipca 1991, Udine).